# Pyrrhocorax graculus
La chova piquigualda (Pyrrhocorax graculus) es una especie de ave paseriforme de la familia Corvidae perteneciente al género Pyrrhocorax, del que es uno de sus dos únicos miembros. Sus dos subespecies crían en las montañas del Paleártico, desde España y Marruecos hasta China. Se encuentra entre las aves que anidan a mayor altitud. Sus huevos tienen adaptaciones para mejorar la captación de oxígeno y reducir la pérdida de agua en atmósferas tan tenues.
Este pájaro tiene un plumaje negro brillante, el pico amarillo que le da nombre, las patas rojas y emite llamadas características. También se caracteriza por sus vuelos acrobáticos. Las chovas piquigualdas se emparejan de por vida y suelen anidar año tras año en el mismo lugar, generalmente un hueco o una grieta en lo alto de un acantilado. Allí construyen un nido con palitos trenzados donde ponen de tres a cinco huevos blanquecinos con motas marrones. Suele alimentarse en bandadas en los prados de hierba corta, donde recolecta principalmente invertebrados en verano y frutos en invierno. Puede acercarse a los lugares frecuentados por el hombre para obtener alimento suplementario.
Aunque se ve afectado por los cambios causados por las prácticas agrícolas que pueden causar declives en poblaciones locales, es una especie abundante y muy extendida que no se encuentra en peligro de extinción. El cambio climático podría afectarla a largo plazo induciéndola a anidar a mayor altitud.

## Taxonomía

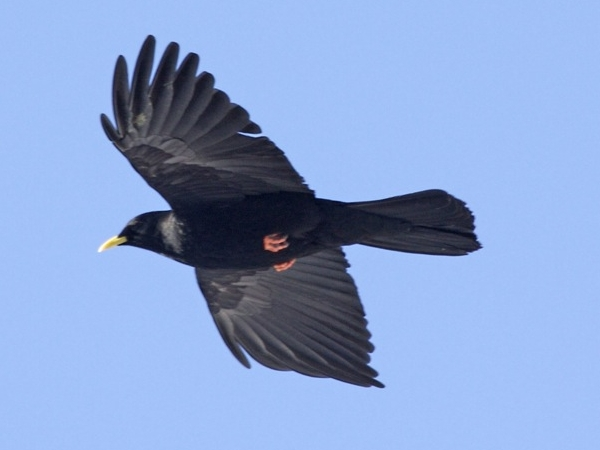
Ejemplar volando en Suiza.

La chova gualda fue descrita científicamente como Corvus graculus por Linneo en su obra Systema Naturae en 1766. Fue trasladada a su actual género, Pyrrhocorax, por el ornitólogo inglés en su obra de 1771, Ornithologia Britannica, junto al otro miembro del género, la chova piquirroja (P. pyrrhocorax). Tradicionalmente se pensaba que los parientes más cercanos de las chovas eran los cuervos típicos, del género Corvus, especialmente las grajillas del subgénero Coloeus (C. monedula y C. dauuricus), pero los análisis de ADN y del citocromo b muestran que el género Pyrrhocorax, junto con la urraca de raquetas (género Temnurus), se separaron tempranamente del resto de los córvidos.
El nombre del género deriva de los términos griegos πύρρος (purrhos) "llama colorida", y κόραξ (corax) "cuervo". El nombre específico graculus es la palabra latina para designar a la grajilla. El actual nombre binomial de la chova piquigualda se aplicó algunas veces en el pasado a la chova piquirroja. El nombre común de chova es de origen onomatopéyico y hace referencia a los sonidos de la grajilla.
Se reconocen dos subespecies de chova piquigualda.
- P. g. graculus, la subespecie nominal que aparece en Europa, el norte de África, Turquía, el Caucaso y el norte de Irán.[5]
- P. g. digitatus, descrita por los naturalistas alemanes Wilhelm Hemprich y Christian Gottfried Ehrenberg como P. alpinus var. digitatus in 1833,[12] es de mayor tamaño y de patas más fuertes que la subespecie nominal.[5] Cría en el resto de Asia, principalmente en el Himalaya.[13] el paleontólogo Ferdinand Stoliczka separó la población del Himalaya en una tercera subespecie, P. g. forsythi,[14] pero esta separación no ha sido ampliamente aceptada y generalmente se trata como un sinónimo de digitatus.[15][16] Una forma del Pleistoceno europeo que era similar a las subespecies actuales a veces se cataloga como P. g. vetus.[17][18][19]

El corvino negro de Australia (Corcorax melanorhamphos), a pesar de la similitud en la forma del pico y su plumaje negro, está solo lejanamente emparentado con las chovas.

## Descripción

En vuelo la chova piquirroja (izquierda) tiene las primarias más separadas y la cola más en cuña que la piquigualda (a la derecha), y el extremo de sus alas se prolongan por detrás de la cola cuando están posadas.

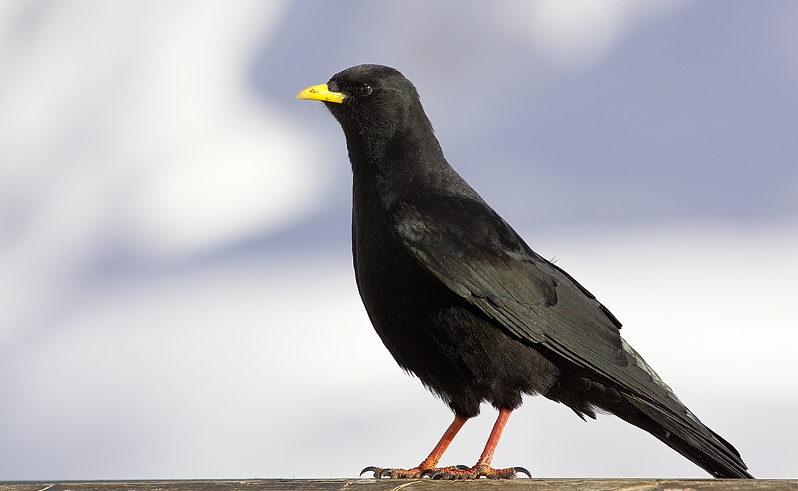
Ejemplar en los Dolomitas.

Los adultos de la subespecie nominal de chova piquigualda tienen el plumaje negro brillante, un pico corto y amarillo, el iris de los ojos de color marrón, y las patas rojas. Es ligeramente menor que la chova piquirroja, con 37-39 centímetros de largo, de los cuales son de la cola12-14 cm, y tiene una envergadura alar entre 75-85 cm, por lo que tiene la cola proporcionalmente más larga y las alas más cortas que su pariente. En vuelo tienen un aleteo similar. El aspecto de ambos sexos es idéntico, aunque los machos son de media ligeramente más grandes. Los juveniles son menos vistosos que los adultos tienen el pico de un color amarillo menos vivo y las patas parduzcas. Es difícil confundir a la chova piquigualda con otras especies, aunque se parece a la grajilla y la chova piquirroja. La grajilla es más pequeña y tiene el plumaje gris oscuro que no brilla, y la chova piquirroja tiene el pico más largo y de color rojo.
La subespecie P. g. digitatus es ligeramente mayor en promedio que la subespecie nominal, con un peso de entre 191-244 gramos contra 188-252 g de P. g. graculus, y tiene garras más fuertes. Esto concuerda con la regla de Bergmann, que predice que las variedades más grandes deben encontrarse a mayor altitud, en regiones con climas más fríos o áridos. Las extremidades, el pico y el tarso, son más largos en zonas cálidas, en línea con la  regla de Allen. La temperatura pareces ser la causa de mayor importancia en la variación del cuerpo de la chova piquigualda.
El vuelo de la chova piquigualda es rápido y acrobático con aleteos fuertes. Consigue gran maniobrabilidad abriendo su cola, plegando sus alas y planeando entre los acantilados. Incluso en vuelo se puede distinguir de la chova piquirroja por sus alas más rectangulares y su cola más larga y con el final de su cola menos cuadrado.
Las llamadas de tipo priip y swiiuu de la chova piquigualda son bastante diferentes de las de la chova piquirroja y la grajilla que son más similares a la típica llamada de los córvidos chii-ow. Además emite una llamada de alarma churr vibrante, y pía y emite otros sonidos cuando descansa o se alimenta. Un estudio de las llamadas de las chovas en toda la región paleártica descubrió que la frecuencia de las llamadas de la chova alpina presentan una relación inversa respecto al tamaño corporal, siendo las poblaciones de menor tamaño las que producen llamadas de más alta frecuencia.

## Distribución y hábitat

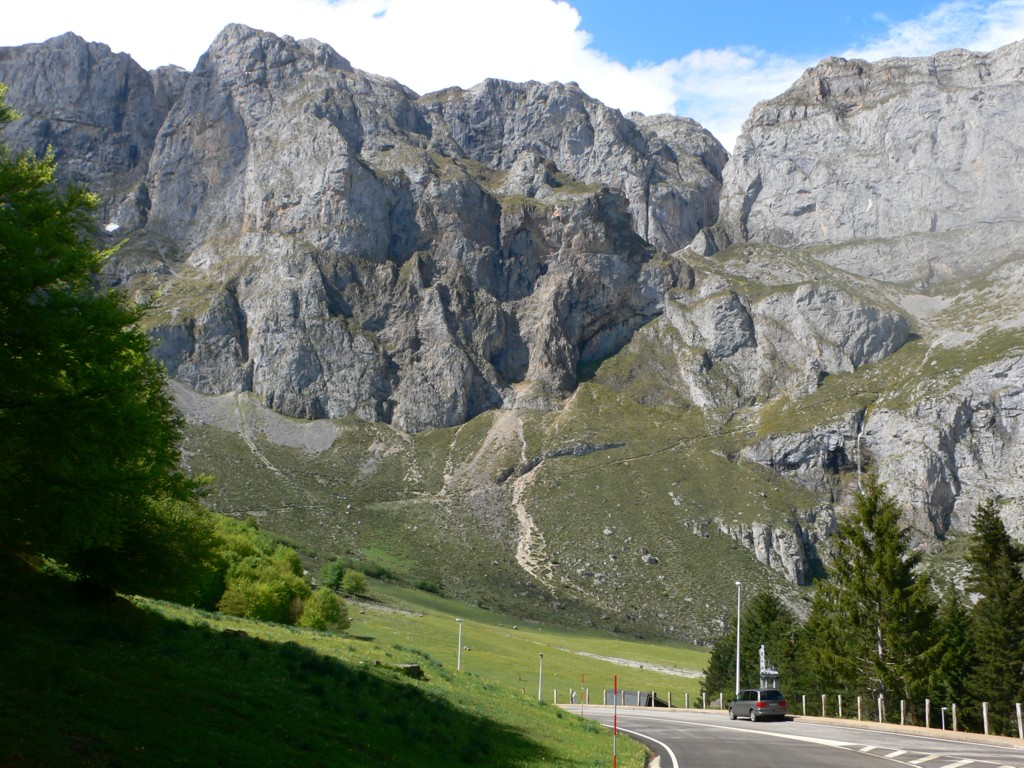
Los acantilados cercanos a los prados de montaña son su lugar de anidamiento.

La chova piquigualda cría en las montañas desde España en el oeste, por todo el sur de Europa y los Alpes, a través de Asia Central y el Himalaya hasta China occidental, en el este. También hay poblaciones en Marruecos, Córcega y Creta. Es una especie sedentaria en toda su área de distribución. Se han registrado divagantes en Chequia, Hungría y Chipre.
Es una especie de alta montaña que normalmente cría entre los 1260-2880 m s. n. m. en Europa, entre los 2880-3900 metros en Marruecos, y 3500-5000 m en el Himalaya. Se ha registrado anidamiento a 6500 m s. n. m., más alto que cualquier otra especie de ave, por encima de la chova piquirroja que tiene una dieta menos adaptada a las grandes altitudes. Se las ha observado siguiendo a los montañeros que suben al Everest a una altitud de 8200 m. Generalmente anida en cavidades y fisuras situadas en rocas inaccesibles, aunque localmente puede usar huecos entre rocas a la altura del suelo, y busca alimento en hábitats abiertos como las praderas alpinas y taludes hasta el límite del bosque o algo más abajo, y en invierno suelen concentrarse alrededor de los asentamientos humanos, estaciones de esquí, hoteles y otras instalaciones turísticas. Permanecen encaramadas cerca de las ventanas de los hoteles esperando comida, lo que suele alegrar a los turistas pero no tanto a los dueños de los hoteles.

## Comportamiento y ecología

### Reproducción

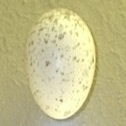
El color de los huevos varía del crema al verde claro, y tienen motas marrones.

Las chovas piquigualdas son monógamas sociales, y muestran una alta fidelidad a su pareja en verano e invierno a lo largo de los años. El periodo de anidamiento empieza generalmente a principios de mayo, no anidan en colonias, aunque en hábitat apropiados varias parejas pueden anidar muy cerca. Sus voluminosos nidos están compuestos de palitos, raíces y tallos de plantas entrelazados con hierbas, ramitas finas y pelo, y pueden estar construidos en cornisas, cuevas o fisuras de la superficie de un acantilado o en edificios abandonados. La puesta consta de entre 3-5 huevos blanquecinos brillantes, con un tamaño medio de 33,9x24,9 mm, con tonos crema o verdosos y salpicados de pequeñas motas pardas; Son incubados por la hembra durante un periodo de entre 14-21 días hasta la eclosión. Los pollos nacen cubiertos de una densa capa de plumón, a diferencia de los de la chova piquirroja que nacen casi desnudos, y tardarán en desarrollarse entre 29-31 días. Los pollos son alimentados por los dos miembros de la pareja, y también pueden ser alimentados por otros adultos una vez que han dejado el nido y se unen a una bandada. Las chovas piquigualdas pueden reproducirse a tan grandes altitudes porque sus huevos tienen menos poros proporcionalmente que las especies que crían en tierras bajas, y por ello pierden menos agua por evaporación a presiones atmosféricas bajas. Además los embriones de las especies que crían en altura tienen genéticamente hemoglobina con mayor afinidad por el oxígeno.
En los Alpes occidentales italianos, la chova piquigualda anida en una variedad de lugares mayor que la chova piquirroja, usando los acantilados naturales, los huecos de las macetas y los edificios abandonados, mientras que la piquirroja solo usa los sitios naturales en los acantilados (aunque de vez en cuando anida en antiguos edificios). La chova piquigualda pone los huevos aproximadamente un mes después que su pariente, aunque el resto de su comportamiento y éxito reproductivo son similares. Las similitudes entre las dos especies posiblemente se deban a que las fuerzas ambientales limitan el comportamiento reproductor.
Un estudio realizado en tres poblaciones europeas diferentes mostró que el tamaño medio de las puestas es de 3,6 huevos, que producen un promedio de 2,6 pollos, de los que consiguen desarrollarse totalmente 1,9. La tasa de supervivencia de los adultos varía del 83 al 92%, sin detectarse diferencias significativas entre machos y hembras. La tasa de supervivencia de las aves de primer año es del 77%, menor que la de los adultos. La disponibilidad o no de alimentos de origen humano provenientes de las actividades turísticas no afecta a su éxito reproductivo.

### Alimentación

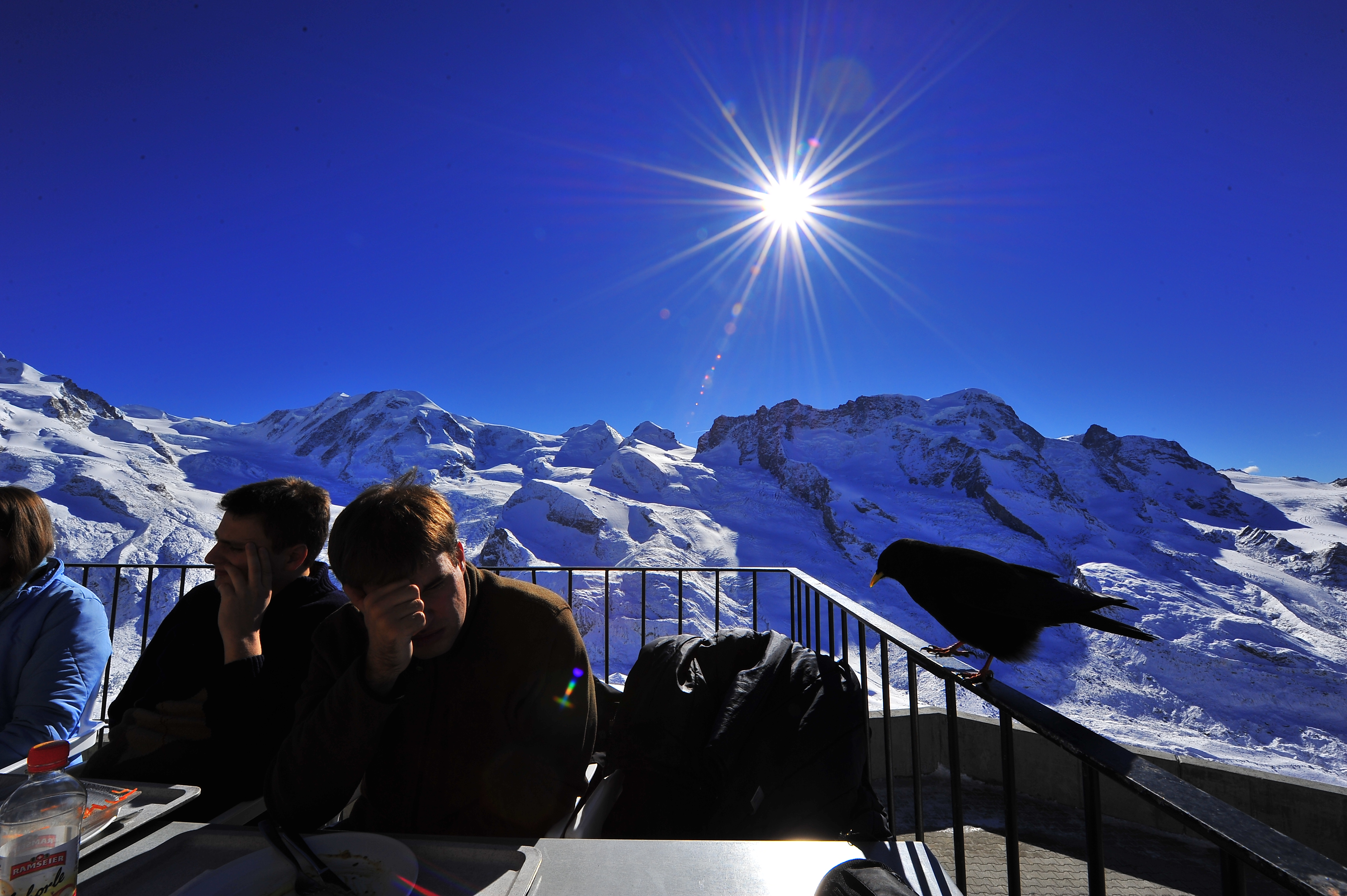
Chova piquigualda buscando de comida entre los turistas.

En verano la chova piquigualda se alimenta principalmente de invertebrados que recolecta en los prados, como escarabajos (Selatosomus aeneus y Otiorhynchus morio), saltamontes, caracoles, orugas y larvas de moscas. En otoño, invierno y primavera su dieta pasa a componerse principalmente de frutos,  como las del almez (Celtis australis) y espino amarillo (Hippophae rhamnoides), escaramujos, y donde están a su alcance de cultivos como las manzanas, uvas y peras. Han sido avistados comiendo flores de Crocus vernus albiflorus, incluso los pistilos, quizás como fuente de carotenos. Las chovas pueden complementar su dieta invernal con alimento procedente de las actividades turísticas de las regiones de montaña, como las estaciones de esquí, vertederos y merenderos. Donde hay comida adicional disponible las bandadas invernales son más grandes y contienen una gran proporción de inmaduros. Los juveniles generalmente se encuentran en lugares donde el alimento se encuentre más fácilmente, como los vertederos. Las dos especies de chovas esconden comida en las grietas y fisuras, tapando el almacén con algunas piedrecitas.

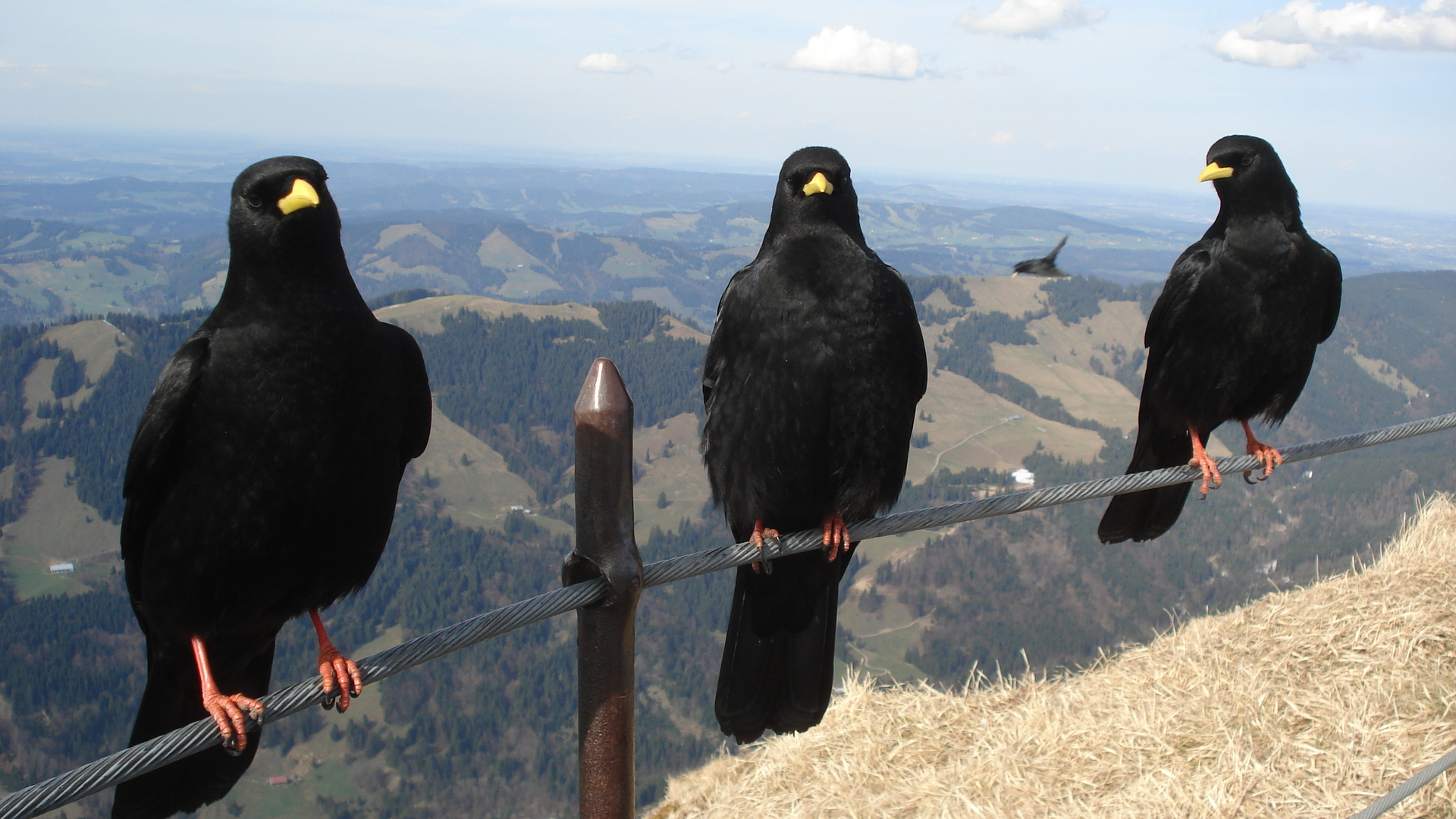
En invierno se agrupan con más frecuencia.

Estas aves siempre buscan alimento en grupos, que son de mayor tamaño en invierno que en verano, y tienen composición constante en cada estación. Donde los recursos alimenticios son escasos los adultos dominan a las aves jóvenes y los machos prevalecen sobre las hembras. La altitud de las zonas de alimentación cambia a lo largo del año, dependiendo de factores climáticos, disponibilidad de alimento y su calidad. Durante la estación de cría estas aves suelen permanecer por encima de la línea del bosque, aunque pueden a buscar comida procedente de los turistas a los refugios y zonas de pícnic.
Los desplazamientos a zonas más bajas empiezan tras la caída de las primeras nevadas, y su alimentación se realiza principalmente en el fondo de los valles y sus proximidades donde la capa de nieve disminuye, aunque las chovas regresan a la montaña para descansar. En marzo y abril las chovas frecuentan los pueblos en lo alto de los valles o se alimentan en los parches libres de nieve antes de volver a los páramos de alta montaña. En los desplazamientos para alimentarse pueden cubrir 20 km de distancia y 1600 m de altitud. En los Alpes el desarrollo de estaciones de esquí por encima de 3000 m ha propiciado que más aves se queden en zonas altas en invierno.
Donde sus áreas de distribución solapan las dos especies de chovas pueden alimentarse juntas en verano, aunque solo existe una competencia limitada por la comida entre ambas. Un estudio italiano mostró las diferencias de la dieta de las dos especies de chovas. La parte vegetal de la dieta invernal de la chova piquirroja se reduce casi exclusivamente a bulbos de Gagea que consigue desentierra, mientras que la chova piquigualda recolecta bayas, escaramujos y otros frutos. En junio las chovas piquirrojas se alimentan principalmente de orugas mientras que las chovas piquigualdas comen  pupas de tipúlidos. A finales de verano las chovas piquigualdas consumen gran cantidad de saltamontes, mientras que las chovas piquirrojas añaden a su dieta las pupas de los tipúlidos, larvas de moscas y escarabajos. En noviembre en el Himalaya oriental las chovas piquigualdas se encuentran principalmente en los bosques de enebros donde se alimentan de sus gálbulos, a diferencia de las chovas piquirrojas de la misma región que en esa época se alimentan cavando en el suelo de los pastizales.

### Amenazas naturales
Entre los depredadores de las chovas se encuentran los halcones peregrinos, águilas reales y búhos reales, y los cuervos depredan los pollos de los nidos.
Se ha avistado a chovas piquigualdas volando en picado contra un zorro rojo tibetano. Es probable que este comportamiento agresivo forme parte de su despliegue de protección de los huevos y jóvenes.
La chova es huésped de la pulga Ceratophyllus vagabunda, muy extendida entre las aves, y de dos pulgas especializadas en las chovas Frontopsylla frontalis y F. laetus, un cestodo, Choanotaenia pirinica, y varias especies de piojo masticador de los géneros Brueelia, Menacanthus y Philopterus.

## Estado de conservación

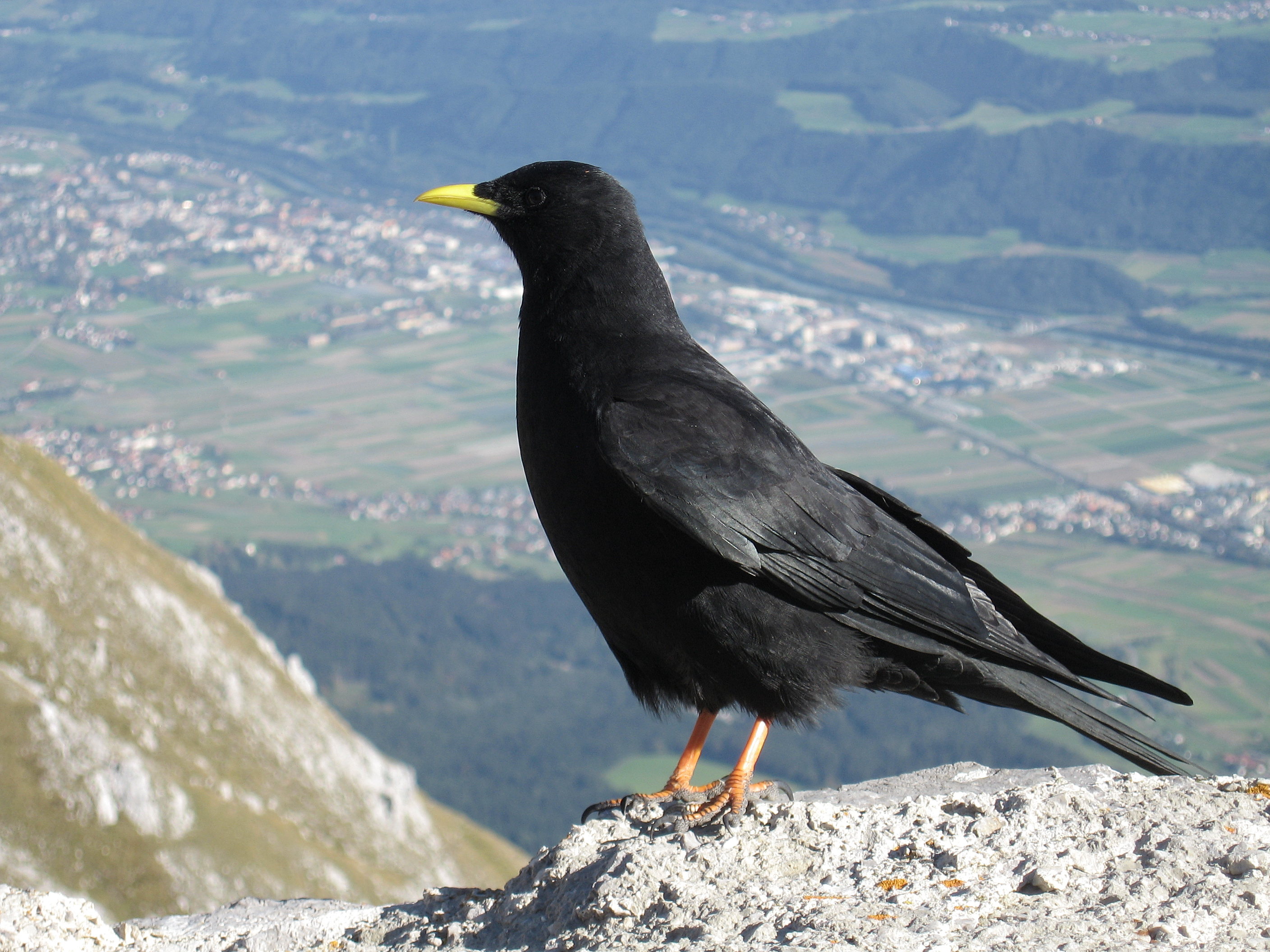
En los Alpes austriacos.

La chova piquigualda tiene una extensa área de distribución aunque algo fragmentada, estimada en 1-10 millón de kilómetros cuadrados, y una gran población, con una estimación de entre unos 260.000 y 620,000 individuos en Europa. La población de Córcega se ha estimado en unas 2500 aves. Globalmente se cree que la especie no está próxima a ningún criterio de amenaza según la lista roja de la UICN (por ejemplo, descenso de más de un 30% en diez años o tres generaciones), y por ello se cataloga como especie bajo preocupación menor.
En el periodo de máxima extensión de la última glaciación, hace unos 18.000 años, el sur de Europa se caracterizaba por tener una gran variedad de hábitats fríos abiertos, y la chova piquigualda se encontraba más extendida, y aparecía hasta en el sur de Italia. Algunas de estas poblaciones prehistóricas periféricas han resistido hasta hace poco, desapareciendo en los dos últimos siglos. En los montes Tatra de Polonia, donde la población había sobrevivido desde el periodo glaciar no han vuelto a criar las chovas piquigualdas desde el siglo XIX. En Bulgaria el número de lugares de cría cayó de 77 entre 1950 y 1981 a solo 14 en el periodo entre 1996 y 2006, y el número de parejas reproductoras en las colonias que quedan es mucho menor. Se piensa que el declive es debido a la pérdida de zonas de praderas abiertas que se han convertido en zonas de matorral en cuanto ha dejado de pastar el ganado. También se han perdido hábitats de alimentación por otras actividades humanas como la construcción de estaciones de esquí y otros desarrollos turísticos en las antiguas praderas alpinas. Las poblaciones de chovas son estables o crecen en las zonas donde permanecen las actividades ganaderas y agrícolas tradicionales, pero se reducen o se han extinguido localmente donde se han introducido métodos de agricultura intensiva, como en Bretaña, en Inglaterra, el suroeste de Portugal y Escocia.
Las chovas pueden estar localmente amenazadas por la acumulación de pesticidas y metales pesados en los suelos de montaña, las lluvias intensas, la caza y otras perturbaciones humanas, pero la amenaza a largo plazo es el cambio climático, que podría ocasionar que las especies adaptadas a las zonas de clima alpino a desplazarse a mayores alturas, restringiendo más su distribución, y que sufrieran extinciones locales. Se han encontrado fósiles de las dos especies de chovas en las montañas de las islas Canarias. La extinción local de la chova piquigualda y la reducción del área de distribución de la piquirroja en las islas puede deberse tanto al cambio climático como a las actividades humanas.